# 野里慶士郎
野里 慶士郎（のざと けいしろう、2002年4月17日 - ）は、東京都足立区出身のプロ野球選手（投手）。右投右打。くふうハヤテベンチャーズ静岡所属。

## 経歴
東京都立足立西高等学校では主戦投手だったが、チームとしては4回戦が最高だった。3年生時の2020年9月にプロ志望高校生合同練習会に参加し、最速141k/mを記録した。
高校卒業を控えた2021年1月に四国アイランドリーグplusの高知ファイティングドッグスへの入団が発表された。開幕時点では公式戦出場不可の練習生で、その後も契約選手に昇格することなく、5月4日にベースボール・チャレンジ・リーグ（ルートインBCリーグ）の新潟アルビレックス・ベースボール・クラブに移籍した。新潟ではリリーフとして登板を重ねた。シーズン終了後の10月に高知に復帰した。
復帰後の高知では主に先発投手として起用され、2022年は20試合に登板して6勝8敗防御率2.49、2023年は22試合に登板し5勝8敗防御率3.24を記録した。2023年シーズン終了後の10月5日に退団（アイランドリーグ以外の独立リーグとは契約可能）が発表された。11月22日にBCリーグの埼玉武蔵ヒートベアーズへの入団が発表された。
2024年は、主にリリーフとして登板し、2勝3敗9セーブ、防御率1.50の成績だった。6月と9月にNPBファームチームとの交流戦に出場するBCリーグ選抜に選ばれた。埼玉からの退団発表は後述するくふうハヤテ入団発表の翌日だった。
2024年よりウエスタン・リーグに参入したくふうハヤテベンチャーズ静岡のトライアウトに参加し、2024年12月16日に入団が発表された。背番号は42。

## 詳細情報

### 独立リーグでの投手成績
出典は2022年までは「一球速報.com」、2023年以降は各リーグのデータサイト。
| 年 度    | 球 団    | 登 板 | 先 発 | 完 投 | 完 封 | 無 四 球 | 勝 利 | 敗 戦 | セ 丨 ブ | ホ 丨 ル ド | 勝 率 | 打 者 | 投 球 回 | 被 安 打 | 被 本 塁 打 | 与 四 球 | 敬 遠 | 与 死 球 | 奪 三 振 | 暴 投 | ボ 丨 ク | 失 点 | 自 責 点 | 防 御 率 | W H I P |
| -------- | -------- | ----- | ----- | ----- | ----- | -------- | ----- | ----- | -------- | ----------- | ----- | ----- | -------- | -------- | ----------- | -------- | ----- | -------- | -------- | ----- | -------- | ----- | -------- | -------- | ------- |
| 2021     | 新潟     | 30    | 0     | 0     | 0     | 0        | 0     | 1     | 5        | 0           | 0.000 | 128   | 27.0     | 36       | 5           | 13       | -     | 0        | 25       | 7     | 0        | 17    | 17       | 5.67     | 1.81    |
| 2022     | 高知     | 20    | 16    | 1     | 0     | 1        | 6     | 8     | 0        | 0           | .429  | 407   | 101.1    | 80       | 8           | 35       | -     | 4        | 85       | 4     | 0        | 37    | 28       | 2.49     | 1.13    |
| 2023     | 高知     | 22    | 16    | 1     | 0     | 1        | 5     | 8     | 0        | 2           | .385  | 429   | 100.0    | 112      | 6           | 34       | -     | 2        | 65       | 3     | 0        | 44    | 36       | 3.24     | 1.46    |
| 2024     | 埼玉     | 27    | 0     | 0     | 0     | 0        | 2     | 3     | 9        | 0           | .400  | 130   | 30.0     | 31       | 1           | 11       | -     | 1        | 23       | 4     | 0        | 14    | 5        | 1.50     | 1.40    |
| BCL：2年 | BCL：2年 | 57    | 0     | 0     | 0     | 0        | 2     | 4     | 14       | 0           | .333  | 258   | 57.0     | 67       | 6           | 24       | -     | 1        | 48       | 11    | 0        | 31    | 22       | 3.47     | 1.60    |
| IL：2年  | IL：2年  | 42    | 32    | 2     | 0     | 2        | 11    | 16    | 0        | 2           | .407  | 836   | 201.1    | 192      | 14          | 69       | -     | 6        | 150      | 7     | 0        | 81    | 64       | 2.86     | 1.30    |

### 背番号
- 52（2021年、2022年 - 2023年）※高知での背番号
- 24（2021年、2024年）※新潟・埼玉での背番号
- 42（2025年 - ）